# История Кении
История Кении — история Республики Кении, а также существовавших ранее на территории этой страны других государственных образований, колониальных владений и иных человеческих общностей.
В доисторическое время на территории Кении находились одни из самых ранних ареалов древних людей. Её заселение человеком началось около 3 млн лет назад.
В VII—VIII веках на побережье Кении начали образовываться торговые центры суахили.
В первой половине XVI века началось проникновение европейских колонизаторов. Победу в борьбе за освоение этой части Восточной Африки одержала Великобритания.

## Доисторический период

### Древние времена
Территория Кении, по мнению многих учёных, входит в область, ставшую прародиной человечества. Там, на восточном побережье озера Рудольф, обнаружены орудия труда и останки гоминид, живших около 3 млн лет назад (австралопитек анамский, кениантроп), и людей видов Homo habilis, Homo erectus и Homo ergaster.
В пачке Ломекви 3 на западном берегу озера Туркана, недалеко от места находки кениантропа (Kenyanthropus), были найдены древнейшие в мире каменные орудия ломеквийской культуры возрастом 3,3 млн лет.
Каменные орудия типа ранний олдувай из местонахождения Ньяянга (Nyayanga), расположенного на полуострове Хома озера Виктория, датируются возрастом 2,9 млн лет (от 3,032 до 2,581 млн л. н.). Кроме того там обнаружили пару самых древних известных массивных коренных зубов парантропа; на фрагменте ребра одного бегемота был обнаружен глубокий порез, а на голени другого выявлена серия из четырёх коротких параллельных порезов.
В пачке Локалелей-1 (Lokalalei, Округ Туркана, Рифт-Валли) возрастом 2,6 млн л. н. найдены останки гоминид и каменные орудия похожие на олдувайские. Зуб Homo habilis из Начукуи датируется возрастом 2,34 млн лет назад.
Обнаруженная в Кооби-Фора нижняя челюсть KNM ER 992 считается голотипом вида Homo ergaster. В Колом Одиет (Kolom Odiet) недалеко от Кооби-Фора найдены почти полный набор нижних зубов KNM-ER 64060 и набор костей рук грацильного сложения, но с толстыми стенками KNM-ER 64061, датирующиеся возрастом 2,03—2,02 млн л. н., кости как рук, так и ног, включая кисти и стопы KNM-ER 64062, датирующиеся возрастом 1,86—1,82 млн лет назад.
Новые находки в Кооби-Фора, сделанные Мив и Луизой Лики (KNM-ER 62000, KNM-ER 62003 и KNM-ER 60000), очень схожи с KNM-ER 1470, что позволило авторам открытия говорить о существовании здесь 1,95—1,78 млн лет назад ещё одного вида рода Homo, отличного и от человека умелого (Homo habilis), и от человека рудольфского (Homo rudolfensis).
В 1974 году обнаружили один из старейших экземпляров Homo erectus — фрагмент черепа KNM-ER 2598 возрастом 1,855—1,897 млн л. н. Там же обнаружены пять небольших фрагментов, которые, вероятно, произошли из свода черепа гоминина (KNM-ER 77066, KNM-ER 77067, KNM-ER 77068, KNM-ER 77069, KNM-ER 77070), проксимальная 3-я плюсневая кость KNM-ER 77071, частичная подвздошная кость KNM-ER 77072.
На восточном берегу озера Туркана находятся стоянки Кооби Фора и Иллерет. Скелет раннего Homo KNM-ER 64062 из Иллерета датируются возрастом 1,86—1,82 млн лет назад.
Мальчик из Турканы, относящийся к виду человек работающий (Homo ergaster) и найденный в местонахождении Нариокотоме III (Nariokotome III), датируется возрастом 1,51—1,56 млн лет назад.
Череп Homo erectus из формации Олоргесайли (KNM-OL 45500) датируется возрастом 970—900 тыс. лет назад. Черепа KNM-OL 45500 из Олоргесайли, BOU-VP-2/66 из Даки (Daka, 0,8—1,042± 0,009 млн л. н.) из Эфиопии, UA 31 из Буйи (Buia) из Эритреи (992 тыс. л. н.) из впадины Данакиль в северной части Афарской котловины имеют фенетическое сходство ближе к Homo ergaster, чем к африканским гомининам среднего плейстоцена, таким как эфиопский Бодо (Homo heidelbergensis или Homo bodoensis) и зимбабвийский Кабве (Homo rhodesiensis).
Слои с орудиями ашельской культуры в Олоргесайли датируются возрастом от 1,2 млн л. н. до 499 тыс. лет назад. Возраст последних ашельских находок в Олоргесайли составляет 500 000 л. н., и в этот момент в этих отложениях образовался разрыв в 180 000 лет, вызванный эрозией.
Костяные орудия из пластов II–IV в Олдувайском ущелье, в том числе зазубренный наконечник гарпуна из ребра млекопитающего, датированы возрастом более 800 тыс. лет.
320 000 лет назад в Олоргесайли отложения снова начали заполнять ландшафт, но ашельские орудия пропали — им на смену пришла технология среднего каменного века, состоящая, как правило, из более мелких орудий, которые легче переносить, чем неуклюжие ашельские топоры. В формации Олоргесайли найдены сложные орудия из базальта и чёрного обсидиана) и пигментные красители (магнезия и охра) возрастом от 320 000 до 305 000 лет. Использование красящих материалов, предполагает символическое общение. Среди каменных орудий отсутствуют характерные для ашеля большие рубила, но имеются многочисленные изделия индустрии Леваллуа. Материал обсидиановых орудий происходит из нескольких точек в радиусе от 25 до 50 км, и до 95 км. Далёкие обсидиановые источники свидетельствуют об обмене ресурсами между группами — феномене, неизвестном в ашельские времена.
Две окаменелости Homo helmei или Homo sapiens из формации Гуомде (Guomde Formation) в Кооби Фора, датируются возрастом от 180 000 лет назад до 300—270 тыс. лет назад Отмечается сходство с останками из эфиопской формации Омо Киббиш.
На стоянке среднего каменного века (MSA) в Панга-я-Саиди (Panga ya Saidi) люди жили начиная с 78 тыс. л. н. Этим временем датируются останки ребёнка Мтото возрастом 2,5—3 года, найденные в неглубокой могиле в пещере на кенийском побережье.
Ок. 67 тыс. л. н. в Панга-я-Саиди появилась более эффективная технология обработки камня, ок. 65 тыс. л. н. появляются первые бусины из скорлупы страусиных яиц и раковин моллюсков, между 48 и 25 тыс. л. н. появляются артефакты с резьбой на кости.
В кенийской пещере Энкапуне-Я-Муто микролиты регулярно производились более 45 тысяч лет назад (период «позднего каменного века» (LSA)).
В Натаруке (Nataruk) в 30 км от озера Туркана нашли останки 27 мужчин, женщин и детей, жестоко истреблённых врагами ок. 10,5—9,5 тыс. лет назад.
Значительно позже территория Кении была заселена людьми, близкими по своим чертам к нынешней эфиопской расе. Также там жили племена койсанского (ныне южноафриканского) расового типа. Позднее ок. 4—3 тыс. л. н. с запада пришли негроидные бантуязычные племена носителей митохондриальной гаплогруппы L3, предки современных покомо, суахили и миджикенда.

## VII век — начало XX века
В VII—VIII веках на побережье Кении начали образовываться торговые центры суахили (Ламу, Манда, Пате, Малинди, Момбаса и др.). Они занимались посреднической торговлей между внутренними районами Африки с Индией и Аравией. Из Африки вывозили железо, золото, слоновую кость, рог носорога, рабов, а ввозили металлическое оружие, ремесленные изделия, ткани.
В 1498 году на территории страны высаживаются португальцы (экспедиция Васко да Гамы). Португальское присутствие в Восточной Африке официально началось после 1505 года, когда военно-морские силы под командованием дона Франсиско де Алмейда завоевали Килву. Португальское присутствие в Восточной Африке служило цели контроля над торговлей в Индийском океане и обеспечения безопасности морских путей, связывающих Европу и Азию. Португальские военно-морские корабли нарушили торговлю врагов Португалии в западной части Индийского океана, и португальцы потребовали высоких тарифов на товары, перевозимые через этот район, учитывая их стратегический контроль над портами и судоходными путями. Строительство форта Иисус в Момбасе в 1593 году было направлено на укрепление португальской гегемонии в регионе. Оманские арабы бросили прямой вызов португальскому влиянию в Восточной Африке, осадив португальские крепости.
Войска Омана захватили форт Иисус в 1698 году для того, чтобы потерять его во время восстания (1728 г.), но к 1730 году оманцы изгнали оставшихся португальцев с побережья современной Кении и Танзании. С 1740 года большая часть Кении — под властью султана Занзибара. При Сейиде Саиде (правил в 1807–1856 гг.), оманском султане, который в 1824 году перенёс свою столицу на Занзибар, арабы проложили дальние торговые пути во внутренние районы Африки. Засушливые районы севера были заселены полукочевыми скотоводами . На юге скотоводы и земледельцы обменивались товарами и конкурировали за землю, поскольку дальние караванные пути связывали их с побережьем Кении на востоке и с королевствами Уганды на западе. Арабские, ширазские и прибрежные африканские культуры породили исламский народ суахили.
В 1880 году установлен немецкий протекторат над владениями султана Занзибара на побережье Кении. В 1890 году Германия передала эти территории Британии в обмен на контроль над побережьем Танганьики. Британскую администрацию осуществляла Британская Восточноафриканская компания (БВАК). Но британцы натолкнулись на сопротивление вождя кикуйю, Вайаки Ва Хинга, но в 1892 году он был похищен британцами и убит. Когда БВАК оказалась на грани банкротства, британское правительство в 1894 году прекратило её деятельность и объявило протекторат над Восточной Африкой.
В 1902 году плодородные высоты были открыты для белых поселенцев. Ключом к английскому господству в Кении стало строительство железной дороги Момбаса — Кисуму на озере Виктория, начатое в 1895 году и завершённое в 1906 году. Во время строительства британцы столкнулись с жёсткой оппозицией, в первую очередь со стороны Койталеля Арапа Самоеи, лидера нанди и прорицателя. Однако и он был убит англичанами.
В 1905 году центр Кении был перенесён из Момбасы в Найроби. В 1907 поселенцам было разрешено создать Законодательный совет, частью избираемый, частью назначаемый орган представительства (в первую очередь европейцев). Но большая часть полномочий сохранялась за губернатором, и поселенцы стали добиваться преобразования протектората в коронную колонию, что дало бы им больше свободы.

## В составе Британской колониальной империи
В 1920 году Кения была объявлена отдельной колонией Великобритании.
В 1927 году в Совет вошли избираемые представители арабов и азиатов (в основном из Южной Азии). В ответ на их вытеснение из политической жизни кикуйю в 1921 основали Ассоциацию молодых кикуйю во главе с Гарри Туку, но в 1922 Туку был арестован. Кикуйю протестовали, произошли столкновения с полицией, 21 человек был убит. затем Ассоциация была преобразована в Кенийский африканский союз (КАУ). В 1947 году его возглавил Джомо Кениата.
Наиболее пригодной для земледелия землёй были высоты в центре страны, где температура была ниже чем на остальной части страны. Эти земли были заселены племенем Кикуйю, но после колонизации Кении эти земли заняли белые поселенцы. В 1948 году 30 000 европейцев занимали 12 000 кв. миль, а 1,25 млн кикуйю — 2000 кв. миль. Около 120 000 кикуйю получили возможность арендовать участок на своей бывшей земле и обрабатывать его. Взамен они должны были работать на земле арендодателя. В 1938-1946 годах поселенцы увеличивали продолжительность работ и ограничивали доступ кикуйю к земле. Доход арендаторов упал на 30-40 %, и ещё быстрее он падал во второй половине 1940-х годов. Как результат, тысячи кикуйю мигрировали в города. Население Найроби выросло за 1938-1952 годы вдвое. Одновременно существовал немногочисленный, но растущий класс землевладельцев кикуйю, которые увеличивали свои участки за счёт соплеменников, так что к 1953 почти половина кикуйю вообще не имела земли. Эти землевладельцы сотрудничали с колониальной администрацией, чем вызывали недоверие родственников. Результатом обезземеливания стал рост бедности, голод, безработица и перенаселение.

### Создание Кенийского африканского союза
В конце 1940-х Генеральный совет запрещённой Центральной ассоциации кикуйю (КЦА) начал подготовку кампании гражданского неповиновения в знак протеста против земельной проблемы. Члены КЦА были объединены клятвой, принятой у кикуйю и их соседей, нарушение которой якобы каралось смертью по воле сверхъестественных сил. Эти клятвенные ритуалы предполагали принесение в жертву животных и глотание крови и послужили основой для многочисленных слухов среди европейцев.
В 1944 в Законодательный совет был назначен первый африканец, Элиуд Мату. Для его поддержки был создан Кенийский африканский Study Union, затем переименованный в Кенийский африканский союз (КАУ).
Африканцы раскололись на тех, кто выбрал политическое сопротивление, и тех, кто предпочитал насилие. Среди первых был Джонстоун Камау Уа Нгенги (Джомо Кениата), который 17 лет провёл в Европе, преподавал в университете и сотрудничал с лейбористами. В 1946 он вернулся в Кению и тайно возглавил КАУ.
В то время как КЦА занималась тайными ритуалами и созданием сети тайных комитетов, центр сопротивления перенёсся в Найроби. 1 мая 1949 6 профсоюзов организовали Восточноафриканский профсоюзный конгресс (ЕАТУК). 1 мая 1950 ЕАТУК потребовала предоставить Кении независимость, тогда её руководители были арестованы. 16 мая оставшиеся на свободе лидеры ЕАТУК призвали к всеобщей забастовке, которая парализовала Найроби на 9 дней и была прекращена лишь когда 300 рабочих были арестованы, а британцы провели демонстрацию военной силы. Забастовка затронула многие другие города Кении, Момбаса была парализована 2 дня. В ней приняли участие около 100 000 рабочих. Тем не менее, забастовка потерпела поражение, а ЕАТУК после ареста руководства распался.
Оставшиеся на свободе лидеры ЕАТУК сконцентрировали свою деятельность в КЦА, на клятвенные кампании. Они присоединились к «Группе 40», грубо составленную группу, в основном из бывших африканских военных, призванных в 1940. Группа появилась в 1946 и включала людей от мелких воров до членов профсоюзов. В отличие от тех, что давались в «белых возвышенностях», клятвы «Группы 40» были ясно ориентированы на революционное свержение колониального правления. Её сторонники собирали средства и даже добывали оружие и боеприпасы. Основным агентами Группы 40 были проститутки в Найроби и Момбасе.
В мае 1951 министр колоний Джеймс Гриффис посетил Кению. Здесь Африканский союз Кении (КАУ) представил ему список требований — от отмены дискриминационного законодательства до включения в состав Законодательного совета колонии 12 африканских представителей. Судя по всему, поселенцы не собирались сдаваться полностью, но рассчитывали, что Лондон сделает ряд уступок. Однако Гриффис отклонил предложения КАУ и предложил реформировать Законодательный совет так, чтобы он включал 14 представителей от 30 000 европейцев, 6 от 100 000 азиатов, 1 от 24 000 арабов и 5, белых поселенцев назначаемых правительством, от 5 млн африканцев.
В июне 1951 городские радикалы взяли контроль над прежде лоялистской КАУ Найроби, заполнив собрания КАУ членами профсоюзов. Тогда они создали Центральный комитет, который организовал клятвенную кампанию в Найроби. ЦК быстро сформировал вооружённые группы для проведения своей политики, защиты своих членов от полиции и убийства информаторов и коллаборационистов.
В ноябре 1951 радикалы из Найроби попытались взять в свои руки руководство всем КАУ, но Джомо Кениата помешал им и сам был избран руководителем. Тем не менее, давление со стороны радикалов вынудило КАУ принять курс на независимость.
Кроме того, ЦК распространил свою клятвенную кампанию за пределы Найроби. Установку на активное сопротивление поддержали многие комитеты в «белых возвышенностях» и резервациях кикуйю. В итоге влияние КЦА постоянно падало, так что к началу восстания она имела власть лишь округе Киамбу. Активисты ЦК становились всё более дерзкими, убивая противников при дневном свете. Дома европейцев поджигали, их скоту подрезали поджилки. Но губернатор Кении сэр Филипп Митчелл, которому оставалось несколько месяцев до отставки, игнорировал эти сигналы, активисты КАУ не проверялись.
В июне 1952 года Митчелла сменил временно исполняющий обязанности губернатора Генри Поттер. Через месяц колониальная полиция доложила, что готовится восстание. В нестабильных регионах были проведены коллективные наказания и наложены штрафы. Клятвенники были арестованы, лояльно настроенных кикуйю подталкивали к доносам. Несколько раз в 1952 Джомо Кенйатта поддавался давлению и выступал с речами против готовивших восстание. На него были организованы два покушения, но британцы арестовали его, считая главой сопротивления, и тем самым спасли. 17 августа Министерство колоний получило доклад Поттера о серьёзности положения. 6 октября в Кению прибыл новый губернатор сэр Эвелин Баринг. Он быстро оценил серьёзность происходящего и объявил чрезвычайное положение. Полиция и войска арестовали в тот же день около 100 лидеров восстания (операция «Jock Scott»), в том числе Джомо Кенйатта. В течение последующих 25 дней были арестованы ещё 8000 человек. Предполагалось, что операция обезглавит восстание, и чрезвычайное положение будет снято через несколько недель. Однако восстание лишь разрасталось. Через две недели после объявления чрезвычайного положения был убит первый европеец.
Хотя лидеры ЦК были арестованы, восстание продолжалось силами местных комитетов, которые приняли решение нанести ответный удар. Невероятно возросло число атак на собственность европейцев и африканских лоялистов. С другой стороны, некоторые поселенцы восприняли чрезвычайное положение как свободу рук в отношении африканцев, подозреваемых в причастности к восстанию.
Уже в начале операции в Кению были переброшены войска с Ближнего Востока, из Уганды и Танганьики. Всего в ходе конфликта британцы ввели в Кению 55 000 солдат, хотя не более 10 000 одновременно. Основное бремя по обеспечению безопасности несла колониальная полиция и племенная полиция / отряды местной обороны.
Первоначально у британцев было мало достоверной информации о силе и структуре восстания. Высшие британские офицеры считали, что восстание в Кении было второстепенным делом — как Малайское чрезвычайное положение 1948-60.
В январе 1953 ЦК в Найроби восстановил своё руководство, был переименован в Совет войны и принял решение начать войну за освобождение. В отличие от других освободительных движений основными участниками городского восстания в Кении были рабочие, а социалисты в нём практически не участвовали. Сеть секретных комитетов была преобразована в Пассивное крыло. На него было возложена задача по снабжению Активного крыла (также Армии земли и свободы, Land and Freedom Armies, или менее точно Земледельческая армия, Land Army) оружием, боеприпасами, продовольствием, деньгами, информацией и свежими людьми.
АЗС были вооружены, как правило, копьями, сими (короткие мечи), кибоко (кнуты из кожи носорогов) и панга (вид мачете). Некоторые пытались мастерить огнестрельное оружие, но обычно оно взрывалось при выстреле.
Объявление войны было скорее ошибкой Совета свободы, к которой он был подтолкнут наиболее агрессивными своими членами. Сопротивление не имело единой стратегии, тренированных в партизанской борьбе кадров, современного оружия и путей его получения. Наконец, сопротивление не было распространено среди племён центральных возвышенностей, наиболее страдавших от присутствия европейцев.
Тем не менее, первоначальная немногочисленность британских войск и широкая поддержка среди населения дали АЗС преимущество в первой половине 1953. Крупные отряды действовали вокруг своих баз в гористых лесах Абердарского хребта и горы Кенья, в основном ночью, убивая лояльных африканцев и нападая на изолированные посты полиции и отрядов местной обороны. Были убиты более 1800 лояльных кикуйю (христиане, землевладельцы, сторонники правительства и другие противники восставших).
Восставшие организовывались в ячейки, но многие отряды использовали британские ранги. Они имели своих судей, которые могли назначать наказания, вплоть до смерти. Различные отряды восставших редко координировали свои действия.
24 января 1953 восставшие убили с помощью панга семью Рак, в том числе их 6-летнего сына. После этого многие поселенцы уволили африканских работников, вооружились и стали сооружать на фермах настоящие форты. Многие вступили в Резерв Кенийской полиции и Кенийский армейский полк.
Колониальная администрация приняла меры против кикуйю. Первоначально она полагала, что КЦА — политическое крыло восстания. Нелегальное ношение оружия и сотрудничество с восстанием стали тяжкими преступлениями. В мае 1953 отряды местной обороны кикуйю стали официальной частью внутренних сил безопасности. В их состав вошли в основном кикуйю, большей частью христиане. Они организовали собственную разведывательную сеть и проводили карательные экспедиции в районы, которые, как предполагалось, поддерживали восстание.
25-26 марта 1953 около 1000 восставших напали на лоялистскую деревню Лари около 170 мирных жителей были разрублены или сожжены — в основном это были жены и дети членов отрядов местной обороны кикуйю. Подозреваемые мятежники были в порядке упрощённого производства казнены полицией и отрядами обороны, многие другие замешанные в резне в Лари предстали перед судом позже и были повешены.
В апреле 1953 был создан ЦК камба. Мятежники камба были железнодорожниками и эффективно контролировали своих коллег. Кроме того, камба были ядром африканских соединений в армии полиции. Тем не менее, в ходе восстания железнодорожники лишь трижды прибегали к саботажу.
В это же время на севере активизировались масаи, но они быстро были сломлены полиций и армией, которым было приказано не допустить распространения восстания.
Понимая, что очаг восстания находится в рабочих союзах, колониальная администрация создала Кенийскую федерацию зарегистрированных профсоюзов (КФРТУ) для конторских служащих — умеренное рабочее течение. В начале 1954 КФРТУ сорвала назначенную ЦК всеобщую забастовку.
В июне 1953 генерал сэр Джордж Эрскин прибыл в Кению и занял пост Руководителя операциями. Призыв дал 20 000 солдат, которые были агрессивно использованы. Резервации кикуйю были преобразованы в «особые районы», где каждый, не остановившийся по приказу, мог быть расстрелян. Однако это слишком часто приводило к злоупотреблениям, так что это распоряжение было отменено.
Абердарский хребет и гора Кенья были объявлены «запрещенными районами», куда никто не мог входить без правительственного допуска. Каждый кто находился внутри запрещённых районов мог быть расстрелян.
Британцы создали т. н. псевдо-банды из отрёкшихся от клятвы бывших мятежников и союзных африканцев, иногда под руководством белых офицеров. Они внедрялись в ряды восставших, выполняли миссии по разведке и разрушению. Псевдо-банды стали наиболее успешным средством борьбы с восстанием.
В конце 1953 силы безопасности прочесали Абердарский лес (операция «Блиц»), были схвачены и убиты 125 партизан. Несмотря на широкомасштабные наступательные операции, британцы не могли эффективно противодействовать восстанию.
24 апреля 1954 в Найроби была начата операция «Наковальня», город был поставлен под военный контроль. Были проверены около 30 000 африканцев, 17 000 были арестованы по подозрению в соучастии, в том числе многие, как оказалось, невиновные. Военный контроль был сохранён до конца года. Около 15 000 кикуйю были интернированы, тысячи депортированы в резервации в горах к востоку от Кенья.
Хотя чистка была неэффективной, британцам удалось арестовать всех лидеров Пассивного крыла, в том числе Совет свободы. Основной источник снабжения и рекрутов для восставших был перекрыт.
Очистив Найроби, власти провели чистки в других районах. К концу 1954 77 000 кикуйю были собраны в концентрационных лагерях (не путать нацистскими и подобными им с лагерями смерти). Около 100 000 кикуйю, незаконно занявших чужую землю, были депортированы в резервации. В июне 1954 в резервациях была начата политика принудительной аграризации, которая позволила осуществлять более эффективный контроль над африканцами и лучше защищать проправительственных коллаборационистов. По завершении программы (октябрь 1955) 1 077 500 кикуйю были распределены в 854 «деревни».
Пассивное крыло в городах было разбито полицейскими акциями, а в деревне находилось под бдительным контролем властей. Без пополнения своих сил АЗС распались.
В 1953 на свободе находились лишь 15 000 партизан из 120 000, начавши восстание. В январе 1954 колониальный армейский полк King’s African Rifles начал операцию «Молот». Они прочесали Абредарские горы, но не встретили серьёзного сопротивления — большинство партизан уже ушло оттуда. Операция была перенесена на гору Кенья, здесь были захвачены многочисленные партизаны, 24 из 51 руководителя отрядов были убиты. Мятежники были вынуждены уйти глубже в лес. К сентябрю 1956 осталось лишь около 500 восставших.
В 1955 была объявлена амнистия. Но 20 мая 1955 переговоры с восставшими провалились, и армия начала последнее наступление в Абердарские горы. К этому времени у восставших почти не было боеприпасов. 21 октября 1956 последний лидер мятежников, Дедан Кимати, был схвачен в Ньери и в начале 1957 повешен. Хотя отдельные мятежники скрывались в лесах до 1963, а чрезвычайное положение действовало до января 1960, восстание уже было подавлено.
Хотя британцы одержали явную победу, они удовлетворили почти все требования ЦКА 1951 года, чтобы смягчить ситуацию. В 1956 был снят запрет на африканский кофе, монокультуру Кении, что привело к решительному росту доходов мелких фермеров в следующие 10 лет.
В городах для того, чтобы снять напряжённость после операции Наковальня, власти подняли уровень заработной платы. Тем самым они усилили такие умеренные организации как КФРТУ. В 1956 администрация предоставила африканцам право самим выбирать своих представителей в Законодательное собрание, число которых было вскоре увеличено с 5 до 14. парламентская конференция 1960 приняла правило голосования «один человек — один голос».
Эти политические меры были приняты для стабилизации обстановки в колонии и создания африканского среднего класса, при этом администрация поступилась интересами белого населения. Хотя европейцы доминировали в Кении политически, они владели лишь 20 % вложений в колонию. Остальные 80 % инвестировали различные корпорации, которые были настроены на сотрудничество с правительством африканского большинства. Перед Лондоном стоял выбор, или нестабильная колония, на которую приходилось тратить целое состояние в военном отношении, но управляемая белыми поселенцами, которые едва вносили вклад в благосостояние Европы, или стабильная колония, управляемая африканцами, которая приносила Империи доход. Выбор был сделан в пользу второго.
В 1954 британцы заменили Исполнительный совет Кении на Совет министров в составе трёх европейцев, двух азиатов и одного африканца. В 1957, когда главные лидеры восстания были мертвы или арестованы, 7 умеренных африканцев были допущены в Законодательный совет. Однако африканцы были недовольны слишком низким представительством, и в 1958 число африканцев в Законодательном совете было увеличено до 14. Это позволило им бойкотировать предложенную Министром колоний Ленноксом-Бойдом новую конституцию.
Ключевой фигурой в разрешении кризиса стал новый (с 1957) премьер-министр Великобритании Гарольд Макмиллиан и его концепция «ветра перемен».
В 1959 Леннокс-Бойд провёл в Чекерз, загородной резиденции премьер-министра, переговоры с губернаторами Восточной Африки. Были выработаны предполагаемые даты предоставления независимости — 1970 для Танганьики и 1975 для Уганды и Кении. Леннокс-Бойд предложил создать в Кении мультирасовое общество — уменьшение привилегий европейцев, укрепление участия африканцев в управлении и защита азиатского меньшинства.
ГА ООН приняла Декларацию о предоставлении независимости колониальным странам и народам. Даже Джон Кеннеди высказался за Африку для африканцев.
В апреле 1959 был выпущен на свободу Кениатта, правда он был направлен на испытательный срок в отдалённую деревню. В 1960 было отменено чрезвычайное положение. В Лондоне (Ланкастер-Хаус) была созвана конференция для ускорения предоставления Кении независимости. Африканцы требовали независимости и немедленного освобождения Кенйатта. Британцы отклонили требования, но составили новую конституцию, предоставившую африканцам 33 из 65 мест в парламенте и передали африканцам 186 000 акров земли белых поселенцев при поддержке Всемирного банка. Дата независимости была перенесена на 1963 год, тогда же должны были пройти выборы для формирования легитимного африканского правительства. Эти договорённости получили название Ланкастерских. В сложившихся условиях многие европейцы продали свою землю и покинули Кению.
Перед лицом грядущих выборов произошли изменения в политических силах Кении. В марте 1960 КАУ раскололся на КАНУ, которая опиралась, прежде всего, на кикуйю и луо и защищала централизм, и КАДУ, которая апеллировала к этническим меньшинствам, опасавшихся доминирования крупных племён, и Великобритании и отстаивала федерализм, чтобы избежать концентрации власти в руках кикуйю.
КАНУ требовал немедленной независимости, освобождения Кениаты и перераспределения земли и рабочих мест. КАДУ во главе с Рональдом Нгала был более умеренным, хотя тоже требовал освобождения Кениаты. КАНУ получил 19 мест, КАДУ 11, места для европейцев и азиатов были зарезервированы. Верный своему требованию, КАНУ отказался формировать правительство, пока Кенйатта находился на испытательном сроке. Нгала было поручено создать временный кабинет.
Наконец, в августе 1961 КАДУ добился освобождения Кениаты, в 1962 он вошёл в состав Законодательного совета — один из членов совета уступил ему своё место. Кениата попытался воссоединить КАУ на основе общей цели. Но это ему не удалось, и он — вместе с синдикалистом Томом Мбойа — встал во главе КАНУ. Временное правительство передало свои полномочия коалиционному кабинету КАНУ-КАДУ, в котором Кениата получил пост министра по конституционным вопросам и экономическому планированию.
В январе 1962 прошла вторая Ланкастерская конференция. Кенийскую сторону представлял Кениата. Были уточнены даты предоставления независимости и проведения выборов. Но вопрос о будущем устройстве страны не был решён — КАДУ по-прежнему настаивал на федерации, а КАНУ — на централизованном государстве.
В 1963 были проведены выборы. Северо-восточные сомалийцы отказались участвовать в них и интегрироваться в Кенийское государство. Абсолютное большинство получил КАНУ (83 из 124 мест). 1 июня Кенйата стал премьер-министром автономного правительства Кении. Кениата призвал белых поселенцев не покидать страну, понимая, что лишь они смогут сохранить прибыльность сельского хозяйства.
12 декабря 1963 Лондон передал Кении контроль над внешними сношениями — страна получила полную независимость. В ходе торжественной церемонии на стадионе Рурингу последние участники восстания Мау-мау передали Кениате своё оружие. После провозглашения независимой республики Кениата стал её первым президентом. В 1964 КАДУ самораспустился, а её члены вошли в состав КАНУ.
В 1963 году в Северо-Восточной провинции Кении начали действовать повстанческие группировки сомалийцев, которые выступали за объединение данной провинции с Сомали.  Кенийские власти называли повстанцев словом «шифта» (бандиты). Кения начала крупную военную операцию против этих повстанцев в 1967 году и одержала победу.

## Годы независимости
После прихода к власти Кениаты в правительстве и партийном руководстве возникли серьёзные разногласия по вопросу о путях дальнейшего развития страны. В 1966 году группа лидеров КАНУ, одновременно членов парламента и правительства вышла из партии, и создала свою организацию — Союз народа Кении, под руководством Огинги Одинги. Кениата обвинил СССР в финансировании заговора против него, а Одингу в том, что он является коммунистическим агентом. В 1969 году союз был запрещен, а в марте 1971 года из тюрьмы был выпущен Огинга Одинга, вступивший в октябре того же года в КАНУ. С 30 по 31 августа в Момбасе состоялась конференция совета КАНУ, на которой Кениата признал наличие идеологического и организационного разброда в партии. В конце концов Кениате удалось примирить враждовавшие этнические элиты, удалить с влиятельных постов радикальных лидеров КАНУ и подавить оппозицию, и таким образом установить однопартийную систему. В сфере экономики Кениата поддерживал предпринимательскую деятельность и создал условия для иностранных инвестиций, следуя прозападному курсу внешней политики. В 1970 году в Найроби на участке, подаренном Кениатой при участии президента Кипра и архиепископа Кипра Макариоса III была основана семинария. Джомо Кениата сохранил пост президента после всеобщих парламентских выборов 1969 и 1974 годов.
Преемником Кениаты на посту президента стал вице-президент страны Даниэль арап Мои. После смерти Кениаты 22 августа 1978 года Мои автоматически стал президентом. Он был популярен в стране из-за своей открытости и контактности. Мои проводил активную антикоммунистическую политику.
1 августа 1982 года Мои пережил попытку государственного переворота, организованную бывшим вице-президентом Огингой Одингой, его сыном (премьер-министром с 2008) Раилой Одингой и младшими офицерами ВВС во главе с Хезекией Очукой. Мои воспользовался возможностью, чтобы уволить с постов политических противников и укрепить свою власть. Он резко уменьшил влияние сторонников Джомо Кениаты, начав длительные судебные расследования, которые объявили об их участии в подготовке заговора. Главные заговорщики были приговорены к смертной казни, сторонники Мои получили ключевые посты в государстве. Была изменена конституция и де-юре установлено однопартийное государство при жёстком подавлении всякой оппозиции (многочисленные факты пыток заключённых были позже подтверждены).
В начале 1990-х, после обрушения социалистической системы режим Мои перестал рассматриваться как основной союзник западного блока против социалистически настроенных правительств Эфиопии и Танзании и дотирование экономики страны резко сократилось, что вызвало кризис и стагнацию. Возросла инфляция, повысилась преступность, резко упал туризм.
С конца 1991 года начался процесс умеренной демократизации, было разрешено создание других партий. Используя этническую разобщённость и раздробленность оппозиции в стране, Мои сумел в острой борьбе победить на выборах 1992 (выборы в 1 тур, получил всего 37 % голосов) и 1997 годов (40,6 %).
При правлении Мои в Кении большой размах приобрела коррупция, в которой были замешаны сыновья Мои и его близкое окружение, значительно вырос государственный долг.
На выборах 2002 года Мои пытался передать власть сыну Джомо Кениаты Ухуру Кениате, однако тот проиграл. Президентом стал Мваи Кибаки.
С 2003 экономическое положение стало постепенно улучшаться и восстановился высокий уровень туризма.
В 2005 году Кибаки неудачно провёл референдум по созданию в стране поста премьер-министра. На президентских выборах 2007 года Кибаки был переизбран на второй срок, одержав победу с незначительным перевесом над лидером оппозиции Раилой Одингой, что дало последнему повод оспорить результаты выборов. Это привело к межэтническому конфликту. В результате погибло более 2500 человек. При посредничестве председателя Африканского союза президента Танзании Джакайи Киквете и бывшего генерального секретаря ООН Кофи Аннана конфликт был урегулирован созданием коалиционного правительства и назначением Раилы Одинги на созданный пост премьер-министра.
На референдуме 4 августа 2010 года была принята новая конституция, расширившая полномочия премьер-министра и ограничившая полномочия президента.
В 2013 году президентом был избран Ухуру Кениата.